# 电视频道
电视频道是電視台或由電視聯播網發送之廣播頻率或頻道號碼。

## 另見
- 电视台列表
- 綜合頻道
- 专业频道

## 外部連結
- What ever happened to Channel 1? （页面存档备份，存于）